# Локка
Локка (фин. Lokan tekojärvi) — водохранилище на реке Луиро на территории общины Соданкюля в северной Финляндии. Высота над уровнем моря — 240 м.
В зависимости от уровня воды, его площадь составляет от 216 до 418 км². Водохранилище Локка начало наполняться в 1967 году, чтобы регулировать поступление воды на электростанции на реке Кемийоки. Это водохранилище также известно богатой популяцией рыбы. Из птиц на водохранилище обитают орланы-белохвосты. Они не мигрируют на юг в течение зимы, а остаются у водохранилища, чтобы питаться рыбой, оставленной местными рыбаками.